# Cshö Dzsongmin
Cshö Dzsongmin (hangul: 최정민, handzsa: 崔貞敏, RR: Choi Chung-min; Phenjan, 1930. augusztus 30. – 1983. december 8.) dél-koreai labdarúgócsatár, edző.